# Elkin (Carolina do Norte)
Elkin é uma cidade  localizada no estado norte-americano de Carolina do Norte, no Condado de Surry e Condado de Wilkes.

## Demografia
Segundo o censo norte-americano de 2000, a sua população era de 4109 habitantes.
Em 2006, foi estimada uma população de 4316, um aumento de 207 (5.0%).

## Geografia
De acordo com o United States Census Bureau tem uma área de
16,4 km², dos quais 16,2 km² cobertos por terra e 0,2 km² cobertos por água.

## Localidades na vizinhança
O diagrama seguinte representa as localidades num raio de 16 km ao redor de Elkin.